# 6258 Rodin
6258 Rodin eller 3070 T-2 är en asteroid i huvudbältet som upptäcktes den 30 september 1973 av den nederländsk-amerikanske astronomen Tom Gehrels och det nederländska astronomparet Ingrid van Houten-Groeneveld och Cornelis Johannes van Houten vid Palomarobservatoriet. Den är uppkallad efter den franske skulptören Auguste Rodin.
Asteroiden har en diameter på ungefär 4 kilometer och den tillhör asteroidgruppen Flora.